# Uroptychus fornicatus
Uroptychus fornicatus is een tienpotigensoort uit de familie van de Chirostylidae. De wetenschappelijke naam van de soort is voor het eerst geldig gepubliceerd in 1942 door Chace.